# Andalusia (Illinois)
Andalusia é uma vila localizada no estado americano de Illinois, no Condado de Rock Island.

## Demografia
Segundo o censo americano de 2000, a sua população era de 1050 habitantes. 
Em 2006, foi estimada uma população de 1051, um aumento de 1 (0.1%).

## Geografia
De acordo com o United States Census Bureau tem uma área de 
1,9 km², dos quais 1,9 km² cobertos por terra e 0,0 km² cobertos por água. Andalusia localiza-se a aproximadamente 175 m acima do nível do mar.

## Localidades na vizinhança
O diagrama seguinte representa as localidades num raio de 16 km ao redor de Andalusia. 